# Камышлинский водопад
Камышли́нский водопа́д — водопад в Шебалинском районе Республики Алтай на реке Камышла (левый приток Катуни), вблизи её устья.

## Описание
Водопад находится в каменном узком русле р. Камышла, где вода резко падает с практически отвесного уступа с высоты 390 м до 350 м. По типу водопад Камышла можно отнести к карельскому типу (падун). На участке русла реки Камышла, выше водопада, ложе водотока сложено трещиноватыми кремнисто-карбонатными породами в зоне Камлакского разлома. Скалистый уступ, с которого низвергается водопад, сложен окремненными порфиритами основного состава. По отвесному уступу вода с шумом и грохотом падает струями вниз, образуя углубление, называемое эворзионным котлом. По экспертным оценкам расход падающей воды может составить не менее 10 м3/час.

## История
В 1940 году колхозниками из села Камлак на реке Камышла была построена водяная мельница. Во время войны она была переоборудована в лесопилку. Брёвна к лесопилке сплавляли по Катуни, а тёс и доски везли по дороге вдоль Катуни. Зимой был санный путь по льду. В настоящее время можно увидеть брёвна с металлическими оковами — почерневшие от времени валы мельницы.
С 1996 года водопад имеет статус памятника природы Республики Алтай.

## Посещение
Камышлинский водопад — один из популярных и посещаемых туристами природных объектов в низовьях Катуни.
К водопаду ведёт тропа от пешеходного подвесного моста через Катунь от туркомплекса «Царская Охота» в 2,86 км ниже по течению. Также к нему можно попасть от моста через Катунь в селе Усть-Сема. Местоположение водопада соответствует примерно 490-му километру Чуйского тракта, который идёт по противоположному, правому берегу Катуни (между селами Барангол и Усть-Сема).